# گلیپیزاید
گلیپیزاید (به انگلیسی: Glipizide) که با نام‌های تجاری مختلف همچون گلوکترول فروخته می‌شود، یک داروی ضد دیابت از کلاس سولفونیل‌اوره است که برای درمان دیابت نوع ۲ استفاده می‌شود. این دارو همراه با رژیم غذایی دیابتی و ورزش تجویز می‌شود. این دارو به تنهایی در دیابت نوع ۱ استفاده نمی‌شود. گلیپیزاید از راه دهان مصرف می‌شود. اثرگذاریِ آن معمولاً در عرض نیم ساعت شروع می‌شود و می‌تواند تا یک روز ادامه یابد.
گلیپیزاید برای کاربرد پزشکی در ایالات متحده در سال ۱۹۸۴ تأیید شد. این دارو به‌عنوان یک داروی ژنریک در دسترس است. در سال ۲۰۲۱، با بیش از ۱۳ میلیون نسخه، چهل و هشتمین داروی رایج تجویز شده در ایالات متحده بود. میلیون نسخه

## موارد مصرف
گلیپیزاید دارویی خوراکی برای درمان دیابت است. این دارو اصولاً در درمان بیماران مبتلا به دیابت نوع دو (غیر وابسته به انسولین) استفاده می‌شود.

## مکانیسم اثر
گلیپیزاید با تحریک لوزالمعده برای ترشح انسولین و افزایش حساسیت بافت‌ها به انسولین عمل می‌کند. این کار را با مسدودسازی گیرنده‌های پتاسیم در سلول‌های بتا در جزایر لانگرهانس انجام می‌دهد. انسولین هورمونی است که میزان قند خون را کنترل می‌کند. گلیپیزاید در درمان بیماران دچار دیابت نوع یک (وابسته به انسولین) به‌تنهایی به‌کار نمی‌رود، چرا که در این بیماران لوزالمعده قادر به ساخت انسولین نیست.

## عوارض جانبی
عوارض جانبی شایع این دارو عبارت‌اند از تهوع، اسهال، قند خون پایین و سردرد. سایر عوارض جانبی شامل خواب‌آلودگی، بثورات پوستی و لرزش است. در افراد مبتلا به بیماری کبدی یا کلیوی ممکن است نیاز به تنظیم دوز باشد. مصرف گلیپیزاید در دوران بارداری یا شیردهی توصیه نمی‌شود.